# 本庄郵便局 (埼玉県)
本庄郵便局（ほんじょうゆうびんきょく）は埼玉県本庄市にある郵便局。民営化前の分類では集配普通郵便局であった。

## 概要
住所：〒367-8799 埼玉県本庄市本庄1-2-2

## 沿革
- 1872年8月4日（明治5年7月1日） - 本庄郵便取扱所として開設[1]。
- 1873年（明治6年） - 本庄郵便役所となる。
- 1875年（明治8年）1月1日 - 本庄郵便局（四等）となる。
- 1880年（明治13年）9月16日 - 為替取扱を開始。
- 1881年（明治14年）7月1日 - 貯金取扱を開始。
- 1889年（明治22年）10月16日 - 本庄郵便電信局となる。
- 1903年（明治36年）4月1日 - 通信官署官制の施行に伴い本庄郵便局となる。
- 1949年（昭和24年）10月1日 - 本庄電報取扱所の廃止に伴い、取扱事務を承継[2]。
- 1957年（昭和32年）11月16日 - 特定郵便局から普通郵便局に局種別改定[3]。
- 1960年（昭和35年）3月15日 - 東児玉郵便局[4]から電報配達事務の一部[5]を移管。
- 1960年（昭和35年）5月 - 局舎新築落成。
- 1961年（昭和36年）7月9日 - 電話交換、電報配達、内国欧文電報受付、国際電報受付・配達の各業務を、本庄電報電話局に移管。
- 1999年（平成11年） - 外国通貨の両替および旅行小切手の売買に関する業務取扱を開始。
- 2007年（平成19年）10月1日 - 民営化に伴い、併設された郵便事業本庄支店に一部業務を移管。
- 2012年（平成24年）10月1日 - 日本郵便株式会社の発足に伴い、郵便事業本庄支店を本庄郵便局に統合。

## 取扱内容
- 郵便、印紙、ゆうパック、内容証明
- 貯金、為替、振替、振込、国際送金、国債、投資信託
- 生命保険、バイク自賠責保険
- ゆうちょ銀行ATM
- 本庄市内の一部地域の集配業務
- ゆうゆう窓口

## 風景印
- 図柄は『旧坂東大橋』・『山車』・本庄駅南口に有る『モニュメント』・市の花『ツキミソウ』
- 使用開始日は1995年（平成7年）10月11日

## 周辺
- 本庄市役所
- ベルク本庄店
- 国道17号

## アクセス
- JR高崎線 本庄駅（北口）から徒歩約5分
- 国際十王バス・群馬中央バス 本庄駅停留所、もしくは本庄市内循環バス 本庄郵便局停留所下車
- 関越自動車道 本庄児玉ICから北東へ約3km
- 駐車場あり：21台